# Тоше Проески
Тодор Проески (Прилеп, 25. јануар 1981 — Нова Градишка, 16. октобар 2007) био је македонски вишежанровски пјевач, текстописац и композитор цинцарскога поријекла. Сматрана врхунским чином мјесне македонске и балканске музичке сцене, Тошетова музика била је популарна у многим земљама југоисточне Европе. BBC News га је назвао „балканским Елвисом Преслијем”. Био је познат по свом хуманитарном раду и публика га памти као човјека анђеоског лика чија љубав према другима није познавала границе. Погинуо је у саобраћајној несрећи на аутопуту Брегана—Липовац, код Нове Градишке у Хрватској, ујутру 16. октобра 2007. у 27. години живота.

## Биографија

### Дјетињство и младост
Тоше Проески је рођен у Прилепу, а одрастао је у Крушеву у цинцарској породици. Његово презиме пре македонизације је гласило Проја, које је он желео да поново врати. Након што је његов музички таленат откривен у његовој 12. години, изабран је да наступи на популарном фестивалу дјечије пјесме Златно славејче (срп. Златни славуј) у Скопљу са пјесмом „Јас и мојот дедо” (срп. Ја и мој деда) на цинцарском језику. То је био његов први јавни музички наступ; међутим, његова каријера почела је 1997. када је учествовао на тинејџерском музичком фестивалу Мелфест у Прилепу, на којем је побједио са пјесмом Yesterday од Битлса. Исте године учествовао је на Макфесту са пјесмом „Пушти ме” 1997. Проески је сарађивао са једним од најпознатијих македонских композитора и текстописаца Григором Копровим, који је аутор два од његових највећих хитова Усни на усни и Сонце во твоите руси коси. Већ 1999. објавио је први албум „Некаде во ноќта” са једанаест песама. У лето исте године одржао је први солистички концерт.
Године 2000. учествовао је на „Скопје Фесту” (од када се бира македонски представник на Песми Евровизије) са песмом „Солзи прават златен прстен” која је, и поред тога што је имала највише гласова гледалаца, на крају освојила треће место, иза Каролине Гочеве и победника XXL. У овом периоду је почео да снима песме за други албум Синот Божји који је објављен у јуну 2000. Албум је донео велики број хитова, међу којима су Немир (дует са Каролином Гочевом), „Во коси да ти спијам”, „Излажи ме уште еднаш”, као и „Илузија” и „Тајно моја”, две песме које је компоновао Кире Костов, (са потоњом је освојио друго место на фестивалу „Сунчане скале” у Херцег Новом).
Српска продукцијска кућа „BK Sound” је откупила права за издавање његовог следећег албума на простору бивше Југославије, што му је донело Оскар популарности на простору бивших југословенских република за 2000. као и распродате карте за концерте у Скопљу и Београду. Године 2001, са неколико македонских певача, отпочео је турнеју по Аустралији.

### Успех
Након што је успоставио сарадњу са новом менаџерком Љиљаном Петровић, у Атини је снимио трећи по реду албум. Албум „Ако ме погледнеш во очи” објављен је на македонском и српском језику. Уследио је период интензивне промоција у Македонији, Србији, Босни и Херцеговини и Бугарској. У априлу 2003. победио је на фестивалу „Беовизија” са песмом „Ледена” (обрадом песме Деспине Ванди Χριστούγεννα) која је постала велики хит у балканским државама .
Сарадници на албуму су били Григор Копров, Phoebus, Жељко Јоксимовић, Леонтина Вукомановић, Марина Туцаковић, Бора Ђорђевић, Миро Буљан, Антонија Шола и др. На Беовизији 2003. победио је са песмом Чија си Леонтине Вукомановић, са којом је постигао и знатан комерцијални успех .
На фестивалу у Бихаћу, 2003. године, односи апсолутну победу са песмом Никада.
Био је представник Македоније на Песми Евровизије 2004. у Истанбулу, Турска и освојио је 14. место са песмом Life (Ангел си ти у изворној македонској верзији).
Године 2004. именован је за регионалног Амбасадора добре воље UNICEF-а. Тим поводом издао је песму За овој свет (македонски) и This World (енглески).
Албум По тебе, многи сматрају једним од најуспешнијих албума балканске музичке сцене . Синглови са овог албума су се месецима пласирали на највишим местима на музичким врх листама  у Македонији, Србији, Хрватској, Црној Гори, Словенији и Босни и Херцеговини.
Албум Божилак је компилација од 14 изабраних традиционалних македонских песама, а на албуму га прати симфонијски оркестар.
Последњи албум је назван „Игре без граница” и песме су озбиљније него на претходним албумима . Од препева на овом компакт-диску налазе се песме „Feeling good”, „Несаница” и „Остала си увијек иста”. Већину нових песама написала је глумица и певачица из Хрватске Антонија Шола. Поред Шоле, на овом албуму Тоше сарађује са истакнутим музичарима и композиторима попут Мирослава Руса, Мире Буљана и Никше Братоша. Албум је у продају пуштен 1. августа 2007.

## Смрт
Погинуо је у саобраћајној несрећи у раним јутарњим часовима 16. октобра 2007. на ауто-путу Е70 Загреб—Липовац, близу места Нова Градишка, око 150 километара југоисточно од Загреба. Према непотврђеним информацијама, узрок несреће је била неприлагођена брзина возила. У возилу су се налазили Георгиј Георгијевски, Тоше Проески и његова менаџерка Љиљана Петровић. Верује се да је Тоше Проески од силине ударца у камион преминуо на лицу места. Возач Георгијевски је прошао са тежим телесним повредама, док је Љиљана Петровић имала лакше телесне повреде.
Влада Северне Македоније послала је специјалан хеликоптер који је пренео посмртне остатке Тошета Проеског, а среда, 17. октобар, проглашен је Даном жалости. Тоше Проески је сахрањен у Крушеву уз највеће државне почасти.

## Наслеђе
Тошету Проеском је постхумно додељена титула почасног грађанина Северне Македоније. Македонска пошта је у Крушеву 15. децембра 2007. представила поштанске маркице са ликом Тошета Проеског.
На Беовизији 2008. додељена му је постхумно награда за животно дело, а затим је публика у центру Сава уз инструменталну пратњу Тошетовог састава отпевала песму „Чија си”, првог победника овог фестивала и један од највећих његових хитова.
После спора Северне Македоније са Грчком око историјског наслеђа античке Македоније, Грци су забранили Македонцима да се служе историјским личностима која нису северномакедонска, већ старогрчка. Македонци су морали да промене име арене „Филип II Македонски”, а донета је одлука да арена носи име по Проеском — национална арена „Тоше Проески”.

## Приватни живот
Тоше Проески је цинцарскога порекла, а презиме његове породице је пре реформе гласило Проја. Једна од жеља Проескога је да врати његово право презиме које је присилно наметнуто у СФР Југославији (слично као Бошко Ђуровски).

## Албуми
1999, 60,000
2000: 60,000
2002: 100,000
- 50,000
- Ако ме погледаш у очи (верзија на српском језику)

2004: 200,000
- 100,000
- Дан за нас (верзија на српском језику)
- Тоше Проески — Live (DVD издање)

2005: 200,000
- Пратим те (верзија на српском језику)

2006: 150,000
-

2007:200,000
- (верзија на српском језику)

2009: 350,000
- 200,000

2010: 350,000
2011: 350,000

## Највећи хитови
- — #1 Македонија, #1 СЦГ, #1 БиХ, победник Беовизије 2003.
- — #1 Македонија
- Во коси да ти спијам
- — #1 Македонија, #1 СЦГ
- — #1 Македонија, #2 СЦГ #49 Јужна Африка (Eurosong 2004.)
- (Ко ти то гризе образе) — #1 Македонија, #1 СЦГ, #1 Хрватска
- Лагала нас мала (са Тонијем Цетинским) — #1 Македонија, #1 СЦГ, #1 Хрватска (20 недеља)
- Срце није камен
- Волим осмијех твој (са Антонијом Шолом)
- Игра без граница (2007)